# Museu de Belles Arts de Sevilla
El Museu de Belles Arts de Sevilla és el més important museu d'art d'Andalusia, considerat el segon més important d'Espanya, si més no pel que fa a pintura d'autors nacionals.
Instituït al setembre de l'any 1835, va ser inaugurat oficialment el 1841. L'entrada és l'anomenada plaça del Museu, que està presidida per una escultura dedicada a Bartolomé Esteban Murillo. És un museu fonamental per a conèixer tant la pintura barroca sevillana, especialment de Zurbarán, Bartolomé Esteban Murillo i Valdés Leal, com la pintura andalusa del segle xix.

## Història
L'edifici que allotja el museu es va construir en un principi com a convent per a l'orde de la Mercè de l'Assumpció, fundat per sant Pere Nolasc a l'època de Ferran III. Aquest rei, després de la conquesta cristiana de la ciutat, va cedir unes terres per a l'edifici conventual, que es va construir en estil mudèjar.

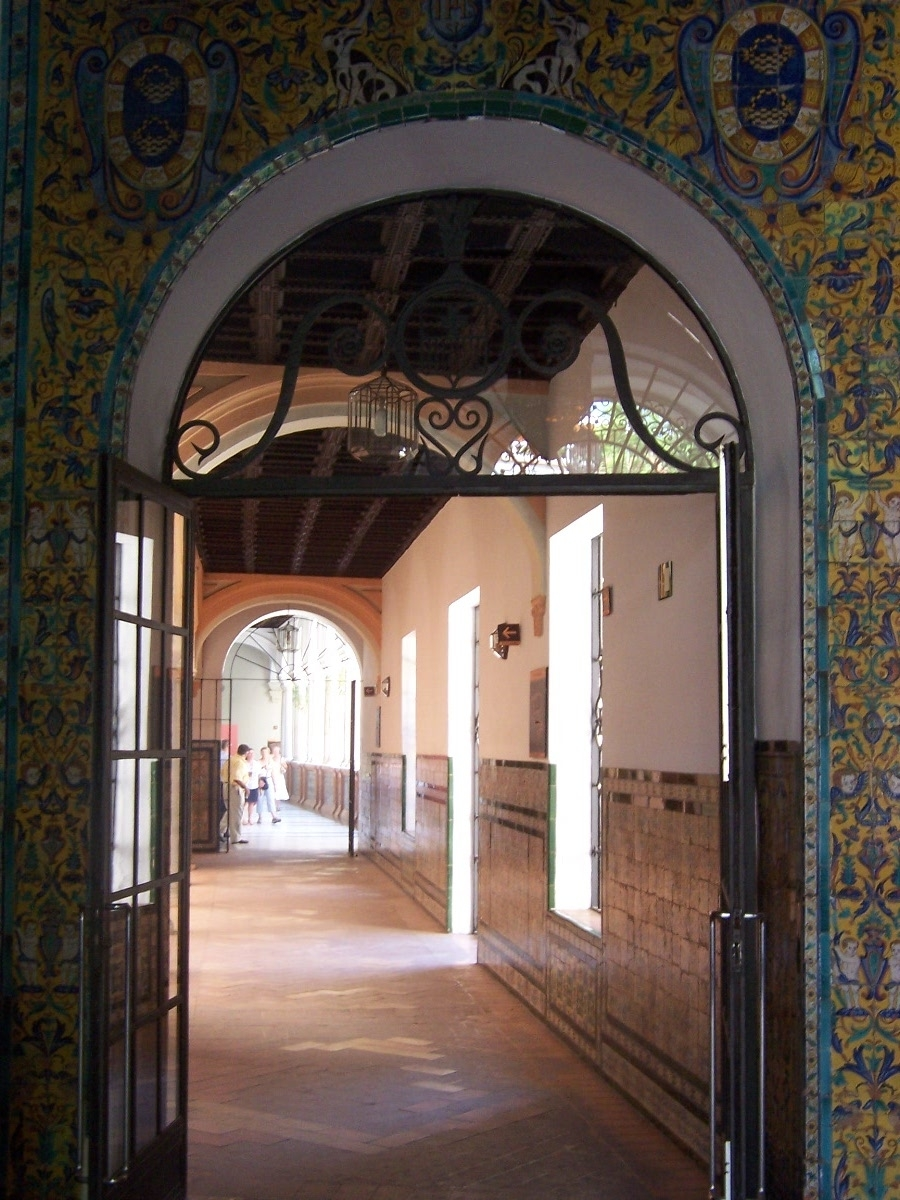
Passadís al Museu de Belles Arts de Sevilla

Després d'uns remodelatges promoguts al segle xvii per fra Alonso de Monroy (general de l'orde de la Mercè des de 1602) i executats per l'arquitecte i escultor Juan de Oviedo des de 1603, es comença l'edifici que actualment contemplem, després de derrocar l'antic convent, i s'acabà l'obra principal el 1612, encara que l'obra no es va concloure definitivament fins a cinquanta anys més tard, resultant d'això un edifici d'estil manierista andalús, del qual és un dels principals referents.
El 1625, el dramaturg Tirso de Molina, pertanyent a l'orde de la Mercè, va ser desterrat de Madrid a Sevilla per dictamen de la Junta de Reformació, i residí en aquest antic convent de la Mercè.
L'orde que ocupava l'edifici va ser expulsat el 1835, després de la desamortització de Mendizábal.
El 1839 va passar a ser museu. D'aleshores ençà, ha estat modificat estructuralment en tres ocasions: en primer lloc, entre 1868 i 1898, en què es van restaurar les arcuacions i murs del primer pis, el paviment dels claustres i alicatat amb rajoles de València d'altres convents desamortitzats; per segona vegada es va retocar entre 1942 i 1945. Aquesta ocasió es va actuar sobre l'antiga sagristia, que va ser transformada en pati de les Petxines, i sobre la façana principal, que va canviar de lloc. Es va tancar la portada barroca per la qual s'accedia anteriorment. La tercera vegada que s'hi feu una modificació va ser entre 1985 i 1993. Es va rehabilitar tot el museu i adaptor-lo a totes les exigències d'un museu modern.

## Edifici

### Exterior
La façana principal es presenta enfront de la plaça del Museu; la portada és la primitiva del convent, que abans era a l'extrem contrari de l'edifici i va ser dissenyada per Miguel de Quintana el 1729; presenta un arc de mig punt amb un parell de columnes aparellades a cada costat, que descansen sobre pedestals. Sobre aquest, s'obre una gran fornícula a l'interior de la qual hi ha les figures de la Mare de Déu de la Mercè, sant Pere Nolasc, fundador de l'orde i el rei Jaume I d'Aragó, el seu protector. A ambdós costats, la flanquegen dues columnes salomòniques, i coronades per un frontó, al centre del qual hi ha l'escut de l'orde de la Mercè.

### Interior

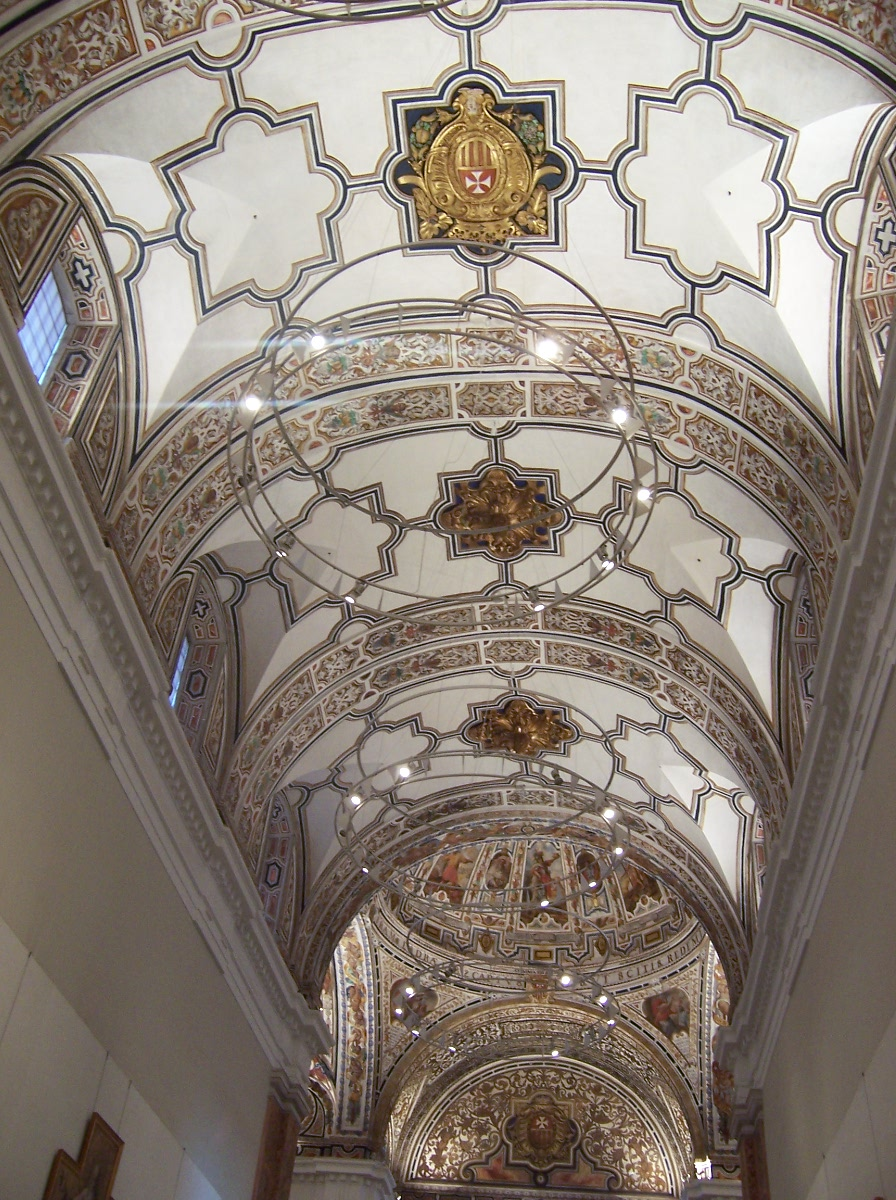
Vista de la volta de l'antiga església del convent, avui convertida en sala del museu

L'estructura actual de l'edifici es correspon amb la reforma de 1602 per Juan de Oviedo. L'edifici s'estructura amb tres patis comunicats per una gran escala i l'església, situada en un dels extrems del convent. El vestíbul és decorat amb revestiment de rajola de València, procedent de diversos convents sevillans.

### Patis
- Claustre gran, que consta de dos cossos: 
  - Inferior, format per arcs de mig punt que es falquen sobre columnes aparionades de marbre.
  - Superior, reformat el 1724 per Leonardo de Figueroa, mostra balcons emmarcats per pilastres jòniques.
- Claustre petit o dels boixos: va ser dissenyat per Juan de Oviedo
- Claustre de l'aljub, que serveix com a pati d'ingrés al museu. Destaca el plafó de ceràmica de la Mare de Déu del Roser, realitzat per Cristóbal de Augusta el 1577 per al convent de la Mare de Déu.

### Església
L'església va ser construïda entre 1603 i 1612, amb plans de Juan de Oviedo. La nau té forma de creu llatina, amb volta de canó i volta semiesfèrica sobre el creuer. La portada és al costat esquerre, és atribuïda a José Álvarez, i va ser executada a l'últim terç del segle xviii.

## Contingut

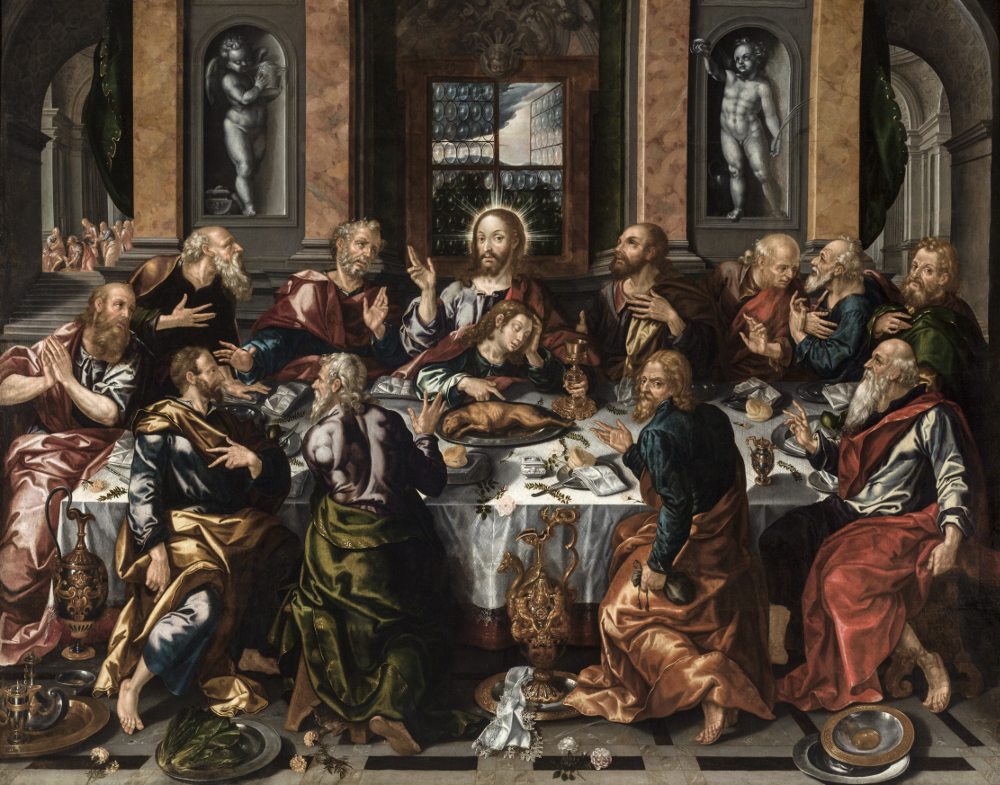
Sant sopar d'Alonso Vázquez

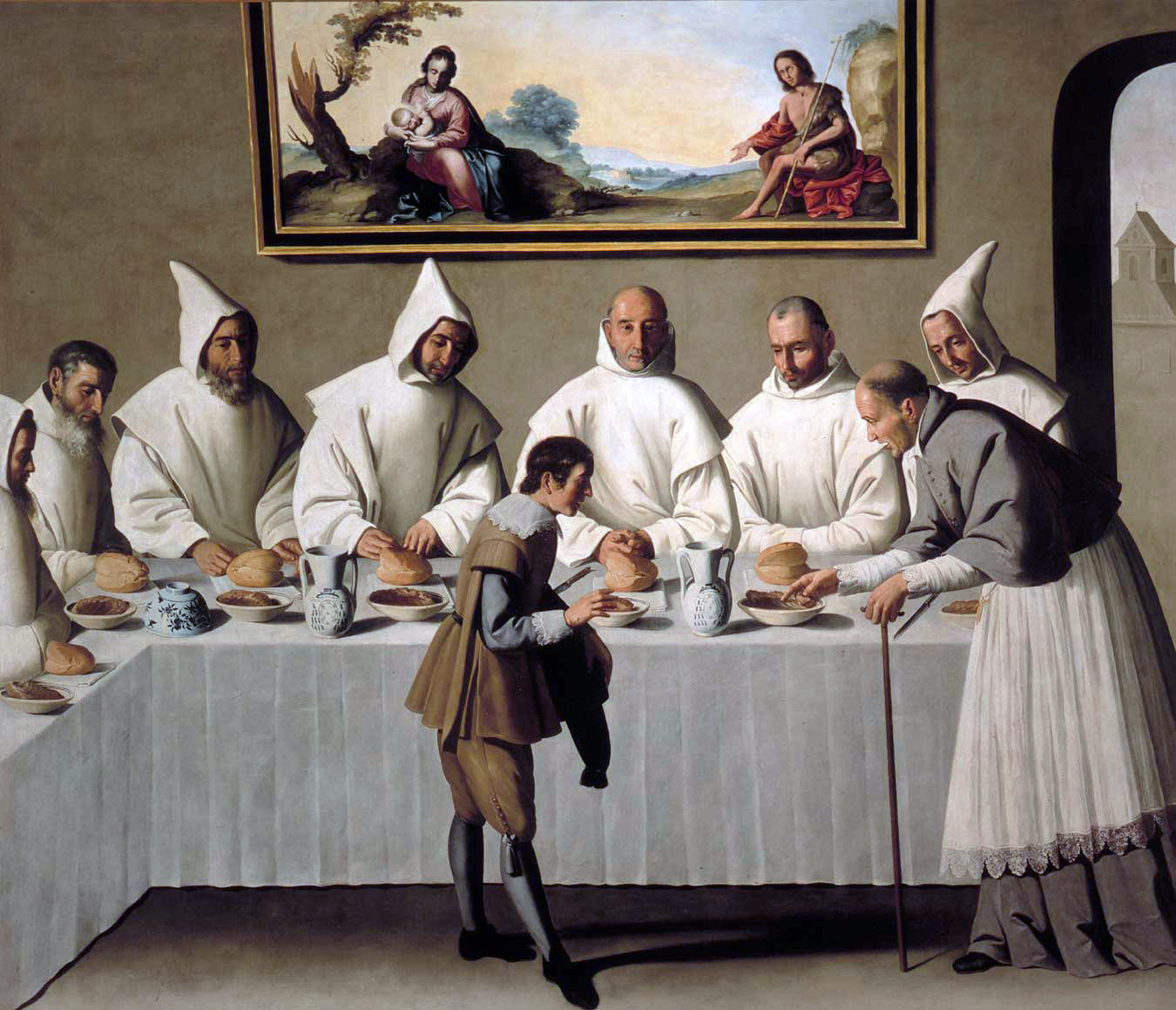
Sant Hug al refectori dels cartoixans, 1630-1635 (262 x 307 cm), Museu de Belles Arts de Sevilla

La col·lecció va començar amb obres procedents de convents i monestirs desamortitzats pel govern liberal de Mendizábal, raó per la qual el gruix d'obres són pintures religioses, majorment del barroc sevillà. Des de principi del segle xx, comença a créixer en varietat gràcies a donacions de col·leccions particulars, entre les quals destaquen les de Rafael González Abreu (1928), José Gestoso y Pérez (1931) i Andrés Parladé (1945), compostes de pintures, armes, ceràmica, teixits i mobiliari; en aquestes dates, cadascú va tenir dedicada una sala, i passà el museu a denominar-se casa museu.
Als anys 70 del segle xx, es va normalitzar el contingut del museu, igual que en tots els museus nacionals, es va reduir el nombre d'objectes exposat i depurar la presentació de la col·lecció permanent.
En les últimes dècades s'ha incrementat la col·lecció per les adquisicions públiques de l'administració andalusa i les donacions de descendents d'artistes de la primeria del segle xx.
Com a resultat de tot aquest procés, és considerada la segona pinacoteca d'Espanya, després del Museu del Prado de Madrid, i en destaca la col·lecció de pintura sevillana del segle xvii, de la qual es poden contemplar obres dels més representatius pintors espanyols com Bartolomé Esteban Murillo, Velázquez, Zurbarán, Juan de Valdés Leal, Valdés Leal, Valeriano Bécquer i Eugenio Hermoso i altres pintors com Lucas Cranach el Vell, El Greco i Marten de Vos.
Les catorze sales del museu es distribueixen així: 
- Planta baixa
  - Sala i: art medieval espanyol.
  - Sala ii: art del Renaixement.
  - Sala iii: Francisco de Pachecho i la seva escola, els retaules.
  - Sala iv: petites obres mestres.
  - Sala v: antiga església del convent. El barroc sevillà: els grans mestres. Destaquen les obres de Murillo col·locades al front de l'església i el creuer.
- Planta alta 
  - Sala vi: el barroc sevillà.
  - Sala vii: selecció de pintura de Bartolomé Esteban Murillo i els seus deixebles.
  - Sala viii: pintura de Juan de Valdés Leal.
  - Sala ix: pintura barroca europea.
  - Sala x: dedicada a la pintura de Francisco de Zurbarán. També destaquen les escultures de Santo Domingo de Guzmán i Sant Bru, obra de Juan Martínez Montañés, i les de Sant Joan Baptista, La Mare de Déu de les Coves i Sant Ramon Nonat, obra de Juan de Mesa.
  - Sala xi: pintura espanyola i sevillana segle xviii.
  - Sala xii: pintura sevillana del segle xix, el trànsit del romanticisme al realisme.
  - Sala xiii: romanticisme. En aquesta sala destaca el retrat de Gustavo Adolfo Bécquer realitzat pel seu germà Valeriano Bécquer.
  - Sala xiv: pintura sevillana de la primera meitat del segle xx, com Juan Miguel Sánchez, Alfonso Grosso, Diego López, Manuel González Santos, Santiago Martínez, José Rico Cejudo i Eugenio Hermoso.